# Frikandelbroodje
Een frikandelbroodje is een Nederlandse hartige snack die bestaat uit een broodje van bladerdeeg met daarin een frikandel en curry.
Frikandelbroodjes worden meestal warm gegeten. Frikandelbroodjes worden op veel plaatsen verkocht, onder andere in supermarkten, maar bijvoorbeeld ook bij een kiosk, waar ze op een warmhoudplaat liggen. Ze worden in broodjeszaken ook wel als worstenbroodje special (met curryketchup en mayonaise) of worstenbroodje martino (met saus en vers gesneden ui) verkocht. Het product wordt gemaakt in de fabriek door een langwerpige gehaktstaaf (de frikandel) te omwikkelen in bladerdeeg en te frituren of af te bakken in een oven. Het werd ontwikkeld in de jaren zeventig als fastfoodsnack in Nederland en is ook in België te verkrijgen. Het is een doorontwikkelde variant van het klassieke saucijzenbroodje. In andere landen zijn er vergelijkbare snacks te koop met vlees in een omhulsel van bladerdeeg.